# حوار مفتوح
حوار مفتوح برنامج اسبوعي يبث على قناة الجزيرة كان يقدمه غسان بن جدو، أول حلقة من حوار مفتوح كانت خلال فترة انسحاب إسرائيل من لبنان سنة 2000. تميز البرنامج بتقديمه الحلقة في الهواء الطلق.